# 에스키모

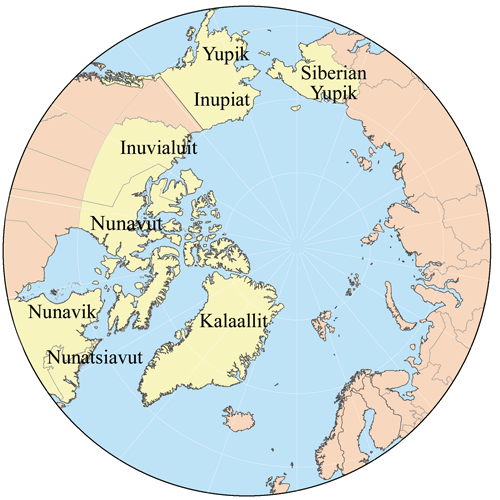
과거 에스키모의 분포 지역

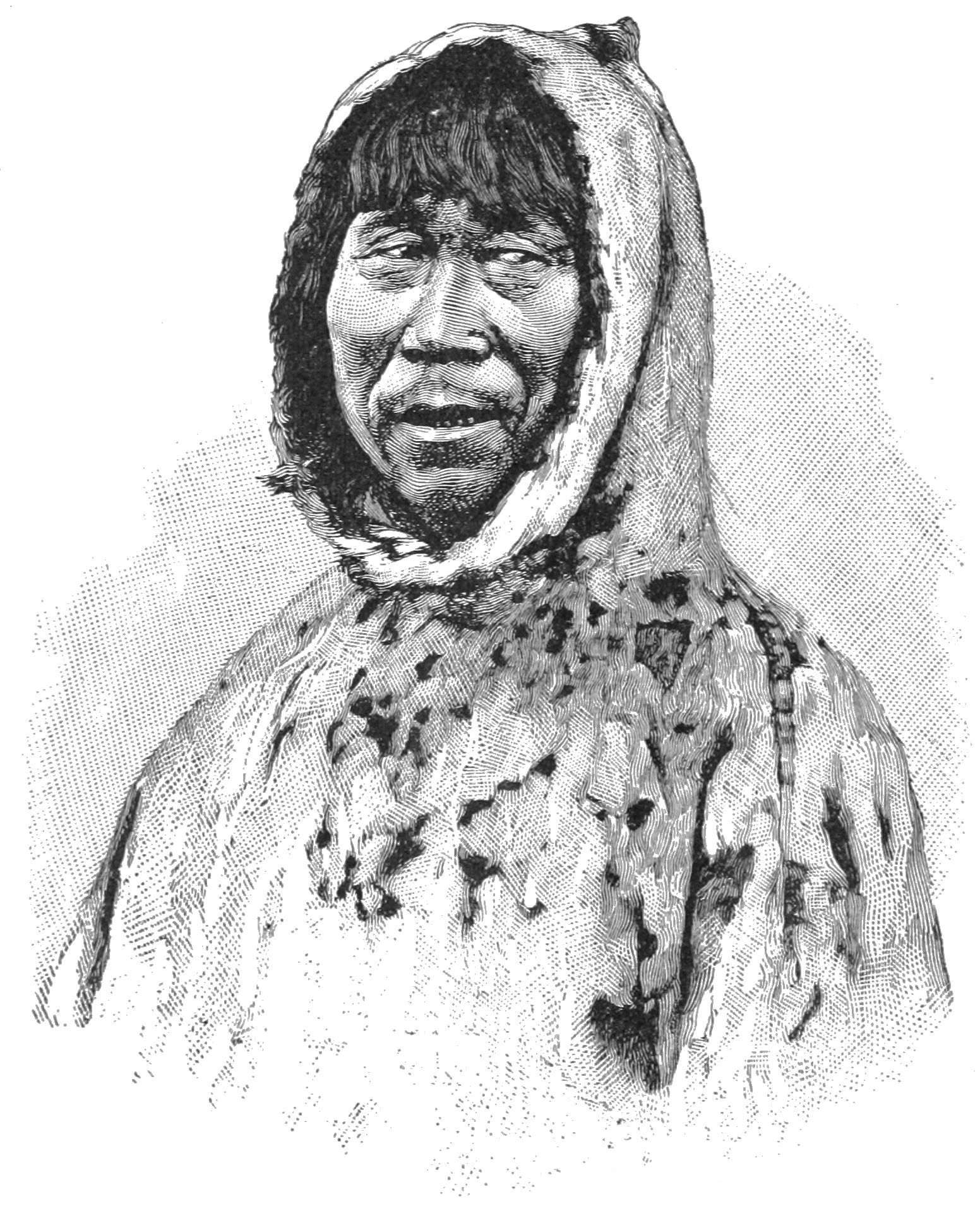
에스키모로 분류되는 그린란드 이누이트족 그림.

에스키모(영어: Eskimo 또는 Eskimos)는 시베리아 극동부, 알래스카, 캐나다 북부, 그린란드에 걸친 북극 지역의 원주 민족을 통틀어 일컫는 말이다. 크게 알래스카 북부, 캐나다, 그린란드에 걸쳐 사는 이누이트계 민족과 시베리아 극동부와 알래스카 서부에 걸쳐 사는 유픽족으로 나눌 수 있는데, 두 민족과 가까운 알류샨 열도의 알류트족도 자주 에스키모에 포함된다. 특히 "이누이트"라는 말은 종종 에스키모와 동의어로 쓰이며, 실제로 이누이트족이 에스키모의 대다수를 이룬다.
동쪽 지방의 에스키모인 이누이트는 이눅티투트 제어를, 서쪽 지방의 유픽족은 유픽어를 쓴다. 하지만 이들은 모두 같은 조상을 가지는 에스키모-알류트계 언어이며, 또 북극 지방 일대에는 방언 연속체가 형성되어 있다. 문화적으로 이누이트들은 이종, 고종 사촌과 같이 사는 데에 비해 유픽족은 아버지 쪽 위주의 가정을 가진다.

## 어원
‘에스키모’라는 낱말은 아마도 프랑스어 ‘Esquimaux’에서 왔을 것으로 여겨진다. 많은 사람은 이 낱말이 크리어로 ‘날고기를 먹는 사람들’을 뜻하는 것으로 잘못 알고 있다. 어떤 사람은 크리 지방 사람들이 날고기를 먹는 에스키모족을 보고 이를 경멸하여 붙인 이름으로 알고 있을 정도이다. 이러한 민간 어원설 때문에 많은 이누이트가 '에스키모'라고 불리는 것을 모욕으로 여긴다. 하지만 문헌학자들은 이러한 어원설이 거짓임을 밝혔다.
몇몇 알곤킨어족 언어가 이누이트를 ‘날고기를 먹는 사람들’이란 뜻이거나 그 뜻을 가진 말과 비슷한 발음으로 부른다. 평원 오지브와(Plains Ojibwe)어로 에스키모를 Ashkimo라 부르는데, ashkin은 ‘날 것’, amo는 ‘먹다’라는 뜻이다. 하지만, 프랑스어 문헌에서 ‘에스키모’라는 낱말이 등장했을 무렵에 평원 오지브와족과 유럽인의 접촉이 없었고, 오지브와족이 이누이트와 많이 접촉하기 시작한 것조차 식민지 시대 이후이다. 결국 오지브와족이 프랑스어 ‘Esquimaux’를 차용어로 쓰게 되었다는 가능성밖에 없지만, 오지브와족이 듣기에 프랑스어 ‘Esquimaux’는 ‘날고기를 먹는 사람들’이라는 뜻의 낱말과 소리가 전혀 다르다. 게다가 크리족들도 전통적으로 날고기를 먹어 왔기 때문에 이누이트를 경멸하여 이름을 붙였다는 설은 믿기 어렵다.
‘Esquimaux’라는 말이 처음 쓰일 당시 프랑스 상인들에게 알려진 언어인, 크리어의 방언 몬타녜(Montagnais)어의 ‘날고기를 먹는 사람들’이라는 뜻의 어휘 중에서 에스키모와 소리가 유사한 것은 없다. 에스키모의 어원과 관련하여 몇 년간 여러 설이 논의되어 왔는데, 그 중에는 Montagnais어로 눈신발(snowshoes)의 끈을 묶는 방법을 나타내었다는 설과 ‘외국어를 하는 사람’이라는 뜻이었다는 설이 있다. 하지만 Montagnais어로 미크맥(Mi'kmaq)족을 부르는 말이 ‘에스키모’와 소리가 아주 유사하다는 점 때문에 많은 학자들이 그것이 이 낱말의 어원일 가능성이 높다고 결론지었다.
오늘날 알래스카주에서는 ‘에스키모’라는 말을 극지방 사람들을 일반적으로 부르는 말로 쓰는 경우가 많다. 예를 들어 알래스카에서 사는 유픽족은 ‘유픽’으로 불리고 ‘에스키모’라고 불리는 것을 거부하진 않지만, ‘이누이트’라고 불리는 것은 차별로 받아들인다.

## 역사
유전적 증거를 통해 아메리카 대륙의 원주민은 북동아시아에서 유입된 인구임이 확인된다. 아메리카 원주민의 대부분은 고인디언(Paleo-Indians)으로 불리는 단일한 초기 이주로 추적될 수 있지만, 나-데네족과 에스키모는 나중에 아메리카로 이주한 별개 인구의 혼합을 나타내며, 이 인구는 극동 북부의 축치족 등과는 가깝고 아메리카 원주민과는 멀다. 현대 에스키모알류트어족 화자 집단은 이 후기 조상의 혈통이 게놈의 거의 절반을 차지한다.
에스키모보다 더 먼저 이 지역에 살고 있던 고에스키모는 현대 북극 인구와는 구별되나 결국은 마찬가지로 극동 북부의 인구 집단에서 파생된 것이다. 이 고대인들의 일부 또는 전부는 신석기 시대 이전(약 5,000 ~ 10,000년 전) 시대에 축치해를 건너 북미로 이주한 것으로 추정된다. 알류트족의 조상은 10,000년 전 알류트 열도에 거주했다고 믿어진다.
명확히 확인된 고에스키모 문화 중 가장 이른 것은 5,000년 전으로 거슬러 올라간다. 고에스키모 민족은 북극 소도구 전통(Arctic Small Tool tradition) 문화와 연관된 집단으로서 알래스카에서 발전했을 것으로 추정된다. 이들의 조상은 아마 3,000~5,000년 전 알래스카로 이주했을 것이다.
알래스카의 유픽 언어와 문화는 알래스카에서 발전한 원주민의 선도싯 문화(Pre-Dorset)를 시작으로 진화했을 것이다. 적어도 4,000년 전 알류트족의 우낭간 문화가 뚜렷해졌다. 이것들은 일반적으로 에스키모 문화로 간주되지 않으나 오늘날의 이누이트족과 알류트족의 조상인 도싯족이 알류트 제도에서 유래했을 가능성도 있다.
약 1,500~2,000년 전 알래스카 북서부에서 2가지 변이가 명확히 발전했다. 이누이트어 화자 집단이 또렷해지고 수 세기에 걸쳐 알래스카 북부, 캐나다, 그린란드까지 이주했으며, 툴레인(비르니크 문화에서 강한 영향을 받음)의 문화가 에스키모인 거주지 전역으로 빠르게 확산되었는데 전부가 동화된 것은 아니었다.

## 참고 자료
1. ↑  Minnie Aodla Freeman, 《Life Among the Qallunaat》, ISBN 0-88830-164-2
2. ↑  Mailhot, J., 〈L'étymologie de «Esquimau» revue et corrigée Études〉, Inuit/Inuit Studies 2-2:59-70, 1978.

## 같이 보기
- 에스키모
  - 이누이트족
  - 유픽족
  - 알류트족
- 이글루